# 샤헤드 드론

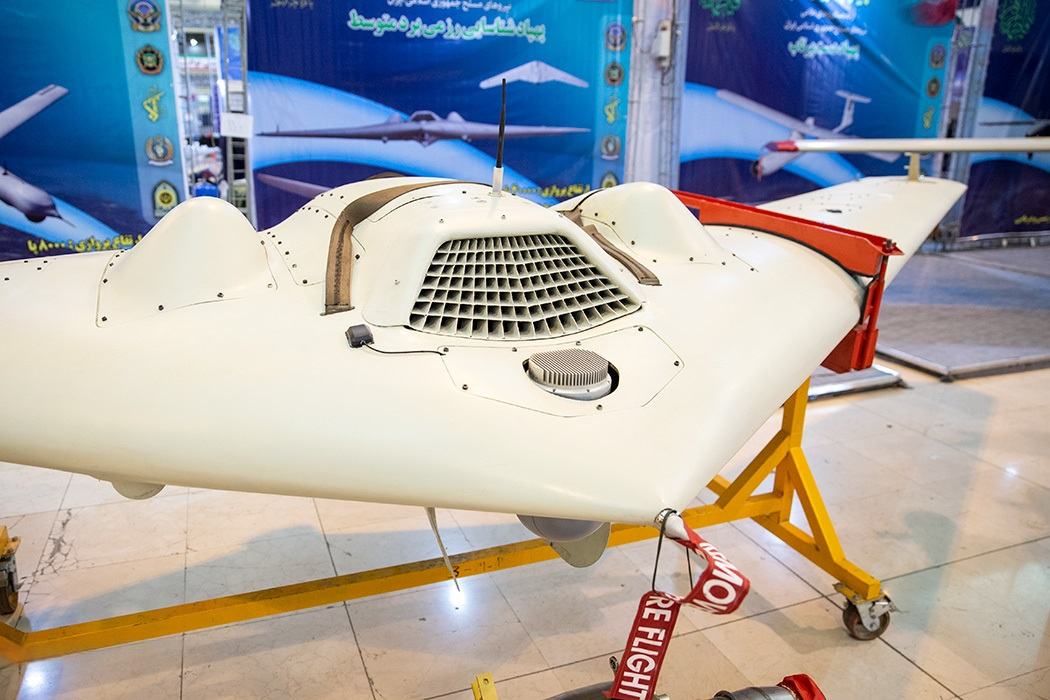
샤헤드 사에게흐-2 변형

샤헤드 드론은 샤헤드 항공 산업이 개발한 이란의 UCAV 및 자폭형 무인 항공기(폭발하는 카미카제 드론)이다. 샤헤드 드론은 이란과 러시아 모두에서 생산되며, 러시아 변형은 이란의 설계도를 기반으로 한다. 두 변형 모두 러시아의 우크라이나 침공 동안 러시아군에 의해 우크라이나에 배치되었다.
"샤헤드"는 페르시아어와 아랍어 모두에서 "목격자"로 번역된다.

## 모델 목록

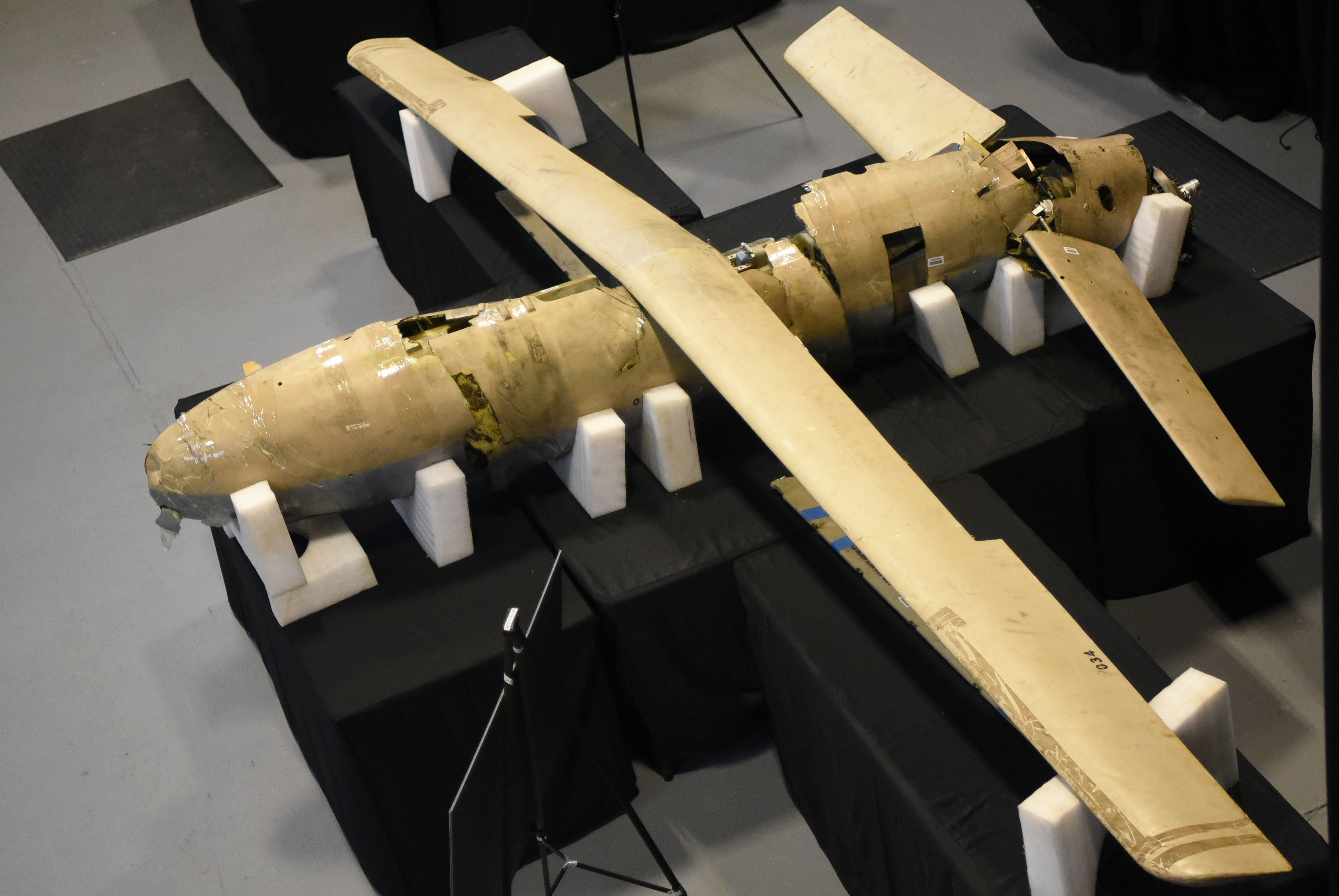
샤헤드 123의 잔해

모델은 다음과 같다 (숫자 순서):
- 샤헤드 101
- 샤헤드 107
- 샤헤드 121
- 샤헤드 123
- 샤헤드 125
- 샤헤드 129
- 샤헤드 131 (러시아군에서는 "게란-1"이라고도 불린다)
- 샤헤드 133
- HESA 샤헤드 136 (러시아군에서는 "게란-2"라고도 불린다)
- 샤헤드 141
- 샤헤드 147
- 샤헤드 149 가자
- 샤헤드 161
- 샤헤드 171 시무르그
- 샤헤드 178
- 샤헤드 191 (또한 "샤헤드 사에게흐"라고도 불리며, 두 가지 변형이 있다):
  - 샤헤드 사에게흐-1
  - 샤헤드 사에게흐-2
- 샤헤드 197
- 샤헤드 238(우크라이나어판)

## 개발

### 이란
이 드론은 샤헤드 항공 산업에 의해 개발된다. 국내 기업과 지역 자원을 활용하여 생산된다. 이란에 대한 제재에도 불구하고, 미국, 스위스, 네덜란드, 독일, 캐나다, 일본, 폴란드에 본사를 둔 기업들의 상업용 부품으로 만들어졌다고 주장된다. 상업적으로 이용 가능하기 때문에 부품은 제대로 규제되거나 통제되지 않는다. G7에 제출된 우크라이나 보고서에 따르면, 부품은 튀르키예, 인도, 카자흐스탄, 우즈베키스탄, 베트남, 코스타리카에서 이란으로 수입된다. 이란의 모든 드론 제조 공장은 공중 공격 시 생산 중단을 막기 위해 두 개의 대체 부지를 가지고 있다고 알려져 있다.
2011년 12월 5일, 이란 정부는 이란의 사이버 전쟁 부대가 장악하여 격추한 미국 록히드마틴 RQ-170 센티넬 UAV를 압수했다. 샤헤드 항공 산업은 이후 미국 UAV를 역설계하여, 습득한 지식을 바탕으로 샤헤드 171 시무르그와 샤헤드 191(샤헤드 사에게흐)을 개발했다.

### 러시아
2023년 9월 제78차 유엔 총회에서 미국은 이란이 러시아의 우크라이나 침공 동안 러시아에 드론을 공급하고 드론 생산 공장 개발을 도왔다고 비난했다. 이란의 에브라힘 라이시 대통령은 "우리는 우크라이나 전쟁에 반대한다"고 답하며 혐의를 부인했다. 몇 달 전, 스카이 뉴스는 정보원으로부터 2022년 9월 14일자 문서 증거를 입수했는데, 러시아가 100만 US$1 달러 이상의 포병 및 전차 포탄과 로켓을 구매했다는 내용이었다. 2023년 6월, 백악관이 발표한 미국 정보 기관의 조사 결과에 따르면 이란이 드론 제조 공장 건설을 위한 재료를 러시아에 공급하고 있다고 보고되었다. 2024년 2월, 러시아의 드론 구매와 이란이 제조 시설 개발을 돕는 합의에 대한 추가 문서 증거가 유출되었는데, 총 US$1.75 억 달러를 금 주괴로 지불했다고 한다.
G7에 제출된 문서에 따르면, 이란 정부는 "러시아에 무기를 제공하는 것과 거리를 두려" 노력하고 있으며, "[러시아의 수요]와 우크라이나에서의 사용 강도를 감당할 수 없다"고 한다. 결과적으로, 러시아의 자치 지역인 타타르스탄 공화국의 일부인 알라부가 특수 경제 구역에 옐라부가 드론 공장이 설립되었는데, 러시아–우크라이나 국경에서 1,300 km (810 mi) 이상 떨어져 있다. 제조 공장은 카마강 옆에 있어 카스피해를 통해 이란에서 직접 선박으로 운송할 수 있으며, 알바트로스라는 회사가 운영하고 있으며, 알라부가 폴리테크닉 칼리지의 15세 학생들을 고용하여 전투 드론을 제작한다. 러시아는 2025년 여름까지 6,000대의 UCAV를 월 310대의 속도로 생산하는 것을 목표로 하고 있으며, 공장이 하루 24시간 가동될 경우 게란-2 한 대의 생산 비용은 US$48,000이 될 것으로 예측한다. 그러나 러시아는 여러 차례 드론을 업그레이드했으며, 결과적으로 2024년 4월 기준으로 단위 생산 비용이 약 US$80,000으로 증가했다.
이란 드론 기술은 러시아의 우크라이나 침공 중에 전투에 사용되었다. 러시아는 2022년 10월 17일 키이우 공격에 이란제 HESA 샤헤드 136 드론을 사용했으며, 이 공격으로 임신 6개월 된 여성 1명을 포함하여 민간인 4명이 사망했다. 또 다른 러시아 공격은 2023년 5월 28일에 이란 드론을 사용하여 발생했다. 우크라이나는 드론 중 하나를 제외한 모든 드론을 격추했다고 밝혔지만, 한 명이 사망했다. 6월 20일의 또 다른 공격에는 이란이 설계한 샤헤드 드론 35대가 사용되었으며, 이 중 32대가 우크라이나에 의해 격추되었다고 주장되었다. 2024년 11월 22일, 러시아는 샤헤드 드론을 사용하여 수미주의 주거 지역을 공격했다. 이 공격으로 민간인 2명이 사망하고 12명이 부상을 입었다. 2025년 5월 17일, 러시아는 샤헤드 드론을 이용해 우크라이나 전역에서 여러 차례 공격을 감행하여 최소 13명의 민간인을 살해하고 32명에게 부상을 입혔다.

## 샤헤드 107
샤헤드 107은 2024년 1월에 익명의 보안 소식통에 의해 스카이 뉴스에 공개되었다. 실시간 비디오 피드와 같은 정찰 기술을 가진 자폭형 무인 항공기로 묘사되었다. 소식통은 또한 길이가 약 2.5 m (8 ft 2 in)이고 날개 폭이 3 m (9.8 ft)라고 보고했다. 이 UCAV는 차량에서 발사할 수 있으며, 사거리는 최대 1,500 km (930 mi)로 추정된다. 소식통은 또한 이란이 러시아에 200만 US$2 달러 이상의 거래로 "몇 대"를 제안했다고 스카이 뉴스에 밝혔다.

## 샤헤드 121

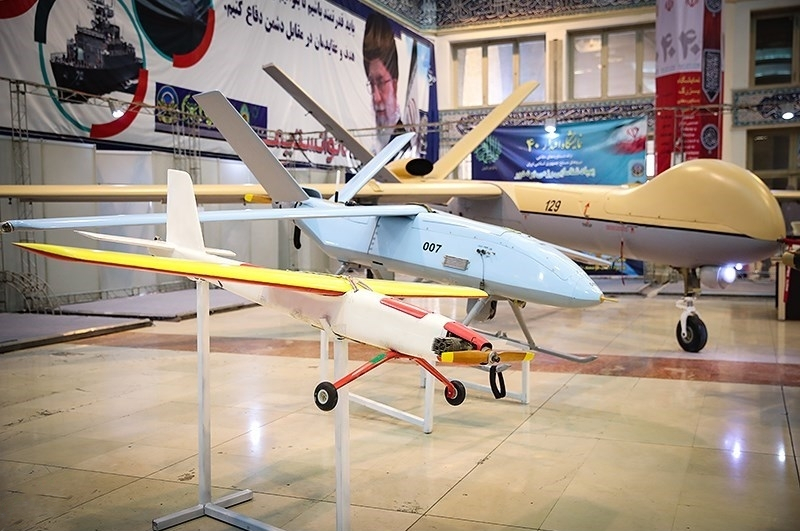
파란색의 샤헤드 121, 오른쪽에 레이돔을 재설계한 샤헤드 129

샤헤드 121은 2016년 국제 영공에서 핵추진 항공모함 USS 해리 S. 트루먼 위를 비행했을 때 처음 주목받았다. 미 해군은 이를 2014년 이후 발생하지 않았던 보안 위반으로 간주했다. 이 사건은 이란이 미국을 포함한 강대국들과 서명한 이란 핵협정 프레임 워크 이후에 발생했다. 미 해군의 SH-60 시호크 헬리콥터가 이 사건을 촬영했다. 이란 당국은 샤헤드 121의 비행이 날개가 모두 "깨끗"하여 드론이 무기를 운반하지 않았고 선박에 위험하지 않았음을 의미하므로 안전하다고 간주했지만, 미 해군 사령부는 이를 "비정상적"이고 "비전문적"이라고 묘사했다.

## 샤헤드 129
샤헤드 129(간혹 S129)는 이슬람 혁명 수비대를 위해 설계된 이란의 단일 엔진 중고도 장시간 체공 무인 항공기 UCAV이다. 전투 및 정찰 임무를 수행할 수 있다. 24시간의 체공 시간을 가지며, 크기, 형태 및 역할이 미국 MQ-1 프레데터와 유사하다. 샤헤드 129는 시리아 내전에서 공습에 사용되었고, 이란의 동부 국경에서 출입국관리에도 사용되었다. 2017년 현재, 샤헤드 129와 샤헤드 사에게흐는 최소 향후 10년간 이란의 고급 UAV 함대의 중추를 이룰 것으로 예상된다.

## 샤헤드 131 (게란-1)
샤헤드 131은 러시아군에서 게란-1 (러시아어: Герань-1, 문자 그대로 "쥐손이풀속-1")으로도 불리며, 2022년 10월 러시아의 우크라이나 침공 동안 주목을 받았다. 이 드론은 방켈 엔진 모델 샤헤드-783/788로 구동된다. 샤헤드-131 비행 제어 장치는 이리듐 위성과 연결될 수 있는 것으로 밝혀졌으며, 이는 이론적으로 비행 중 경로 변경이 가능하게 한다. 비행 컨트롤러는 MEMS 자이로스코프로 구성된 백업 관성항법장치를 갖추고 있다. 주요 지침은 상업용 GPS 장치에서 파생된다.
샤헤드 131은 날개 끝에서 위쪽으로만 뻗어 있는 수직 안정판으로 시각적으로 구별된다. 더 큰 샤헤드 136은 위아래로 모두 뻗어 있다. 이 드론은 15 kg (33 lb)의 탄두를 장착하고 있으며, 사거리는 900 km (559 mi)이다.

## HESA 샤헤드 136 (게란-2)

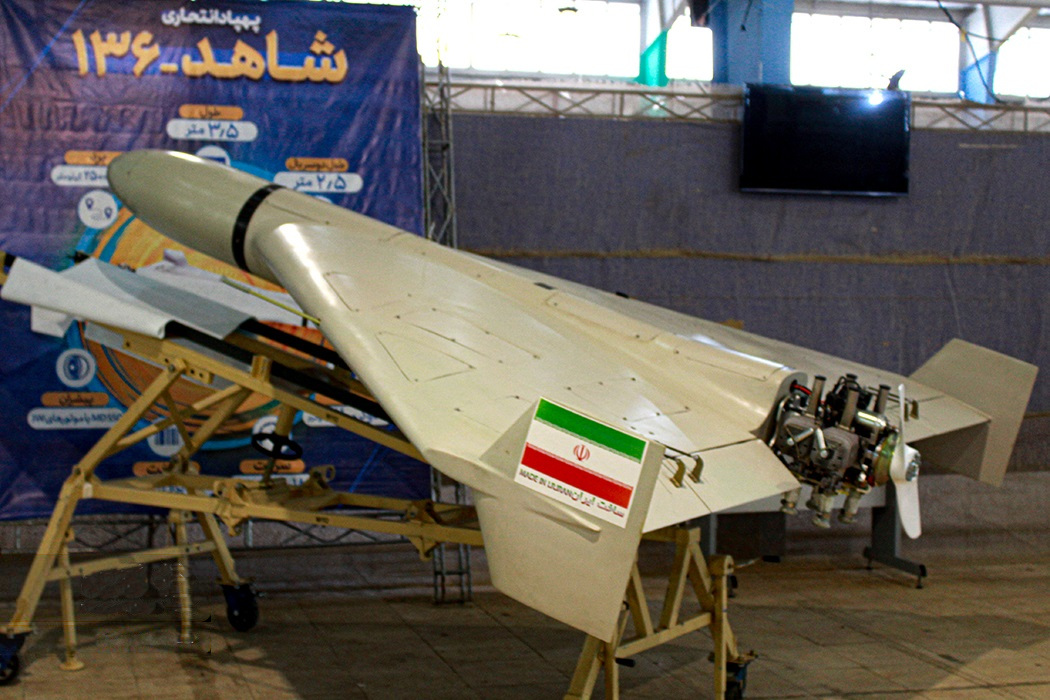
샤헤드 136 측면도

HESA 샤헤드 136, 또는 단순히 샤헤드 136, 러시아군에서는 게란-2 (러시아어: Герань-2)로도 알려져 있으며, 자율적인 푸셔-프로펠러 UCAV 형태의 자폭형 무인 항공기이다. 이 드론은 샤헤드 항공 산업과 협력하여 이란 항공 제조 산업 회사(HESA)에서 설계 및 제조한다. 2022년 9월 13일, 러시아군이 우크라이나 침공 중 사용한 드론 잔해 사진이 공개되면서 처음 등장했다. 날개에는 "M412 Герань-2"(러시아어로 "M412 Geran-2")라고 새겨져 있어 드론을 위장하고 우크라이나 침공에서 이란의 역할을 숨기기 위한 수단으로 사용되었지만, 날개 디자인으로 인해 식별되었고, 게란-2 드론은 우크라이나와 서방 동맹국들에 의해 재지정된 이란제 샤헤드 136 드론으로 간주된다. 전문가들은 샤헤드 136의 제작 비용을 US$20,000에서 US$50,000 사이로 추정했다. 유출된 일련의 이메일과 문서에 따르면 러시아는 2023년에 6,000대의 샤헤드 136을 대당 US$193,000에 구매했다. 러시아는 샤헤드 136의 변형을 제조하고 있으며, 우크라이나도 자체 변형을 생산할 계획이었다.
드론은 2022년 10월 미사일 공격에서 키이우에 사용되었다.

## 샤헤드 147
샤헤드 147은 트윈 붐 형태의 고고도 장시간 체공 (HALE) 감시 무인 항공기이며, 터보프롭 엔진으로 구동된다. 날개 폭은 26 m (85 ft)이며 최대 비행 고도는 60,000피트이다. 이 드론은 또한 감시를 위한 합성 개구 레이더 이미징 기능을 갖추고 있다. 샤헤드 147은 알리 하메네이 이란 최고 지도자가 참석한 2023년 11월 19일 이란 항공우주군 전시회에서 공개되었다.

## 샤헤드 149 가자

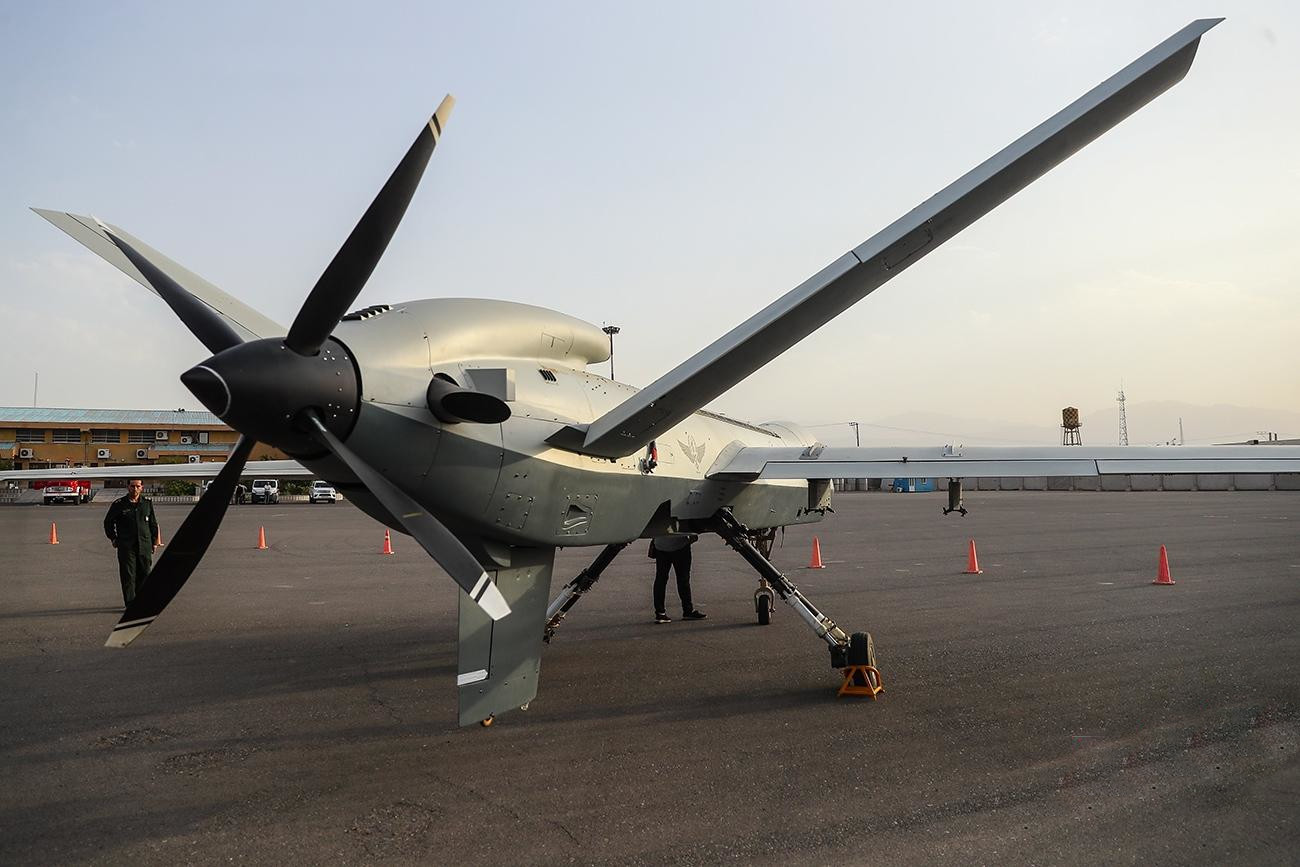

샤헤드 149 가자는 2021년 5월 21일 공개되었으며, 2021년 이스라엘–팔레스타인 위기 속 팔레스타인인들의 투쟁을 기리기 위해 가자 지구의 이름을 따서 명명되었다. 이 드론은 미국 MQ-9 리퍼와 크기, 형태 및 역할이 유사한 고고도 장시간 체공 UAV이다. 이전 샤헤드 129보다 더 크고 무겁다. 비행 시간은 24시간이며, 최대 운용 반경은 2,500 km (1,600 mi), 날개 폭은 21 m (69 ft), 최고 속도는 340 km/h (210 mph)이며, 13개의 폭탄과 500 kg (1,100 lb)의 전자 장비를 운반할 수 있다. 터보프롭 엔진으로 구동되는 최초의 이란 UAV였다.

## 샤헤드 171 시무르그

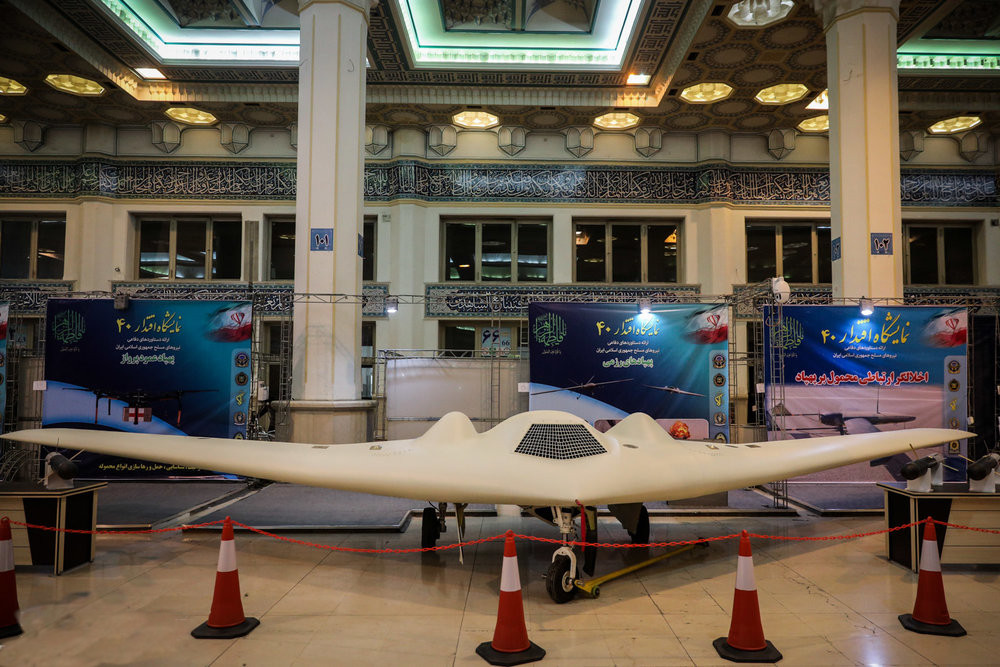
샤헤드 171 시무르그

샤헤드 171 시무르그는 페르시아 신화의 자비로운 새의 이름을 따서 명명되었으며, 미국 정부에서는 IRN-170으로 불린다. 터보제트 엔진을 사용하는 전익기 UCAV이다. 이란이 2011년에 압수하여 역설계한 미국 록히드마틴 RQ-170 센티넬 UAV를 기반으로 한다.

## 샤헤드 191 (샤헤드 사에게흐)
샤헤드 191은 샤헤드 사에게흐라고도 불리며, 때로는 "Saeqeh"라고도 표기된다. 2016년 10월 이란 무기 전시회에서 처음 공개되었다. 이름은 페르시아어로 "천둥 번개"를 의미한다. 샤헤드 171 시무르그와 마찬가지로, 샤헤드 191은 압수된 록히드마틴 RQ-170 센티넬을 기반으로 한다. 샤헤드 191에는 사에게흐-1과 사에게흐-2 두 가지 변형이 있다.

### 사에게흐-1
사에게흐-1은 터보팬과 피스톤 엔진으로 구동되는 전익기 UCAV이다. 이 드론은 두 발의 사디드-1 미사일을 외부에 장착할 수 있으며, 총 탑재량은 50 kg (110 lb)이다.

### 사에게흐-2
사에게흐-2는 이동하는 차량에서 발사되는 터보제트 구동 전익기 UCAV이다. 순항 속도 300 km/h (190 mph)로 4.5시간 이상 비행할 수 있으며, 최소 450 km (280 mi)의 거리를 이동할 수 있다고 한다. 사에게흐-2는 두 발의 사디드-1 미사일을 내부에 장착할 수 있다.

## 샤헤드 238 (게란-3)
샤헤드 238틀:Citation needed inline은 터보제트 엔진을 사용하는 자폭형 무인 항공기이다. 2023년 9월, 이란 국영 TV의 이란 드론 개발 다큐멘터리 예고편에서 제트 엔진으로 구동되는 샤헤드 136의 새로운 버전이 공개되었다. 새로운 드론은 2023년 11월 이슬람 혁명 수비대가 주최한 항공우주 성과 전시회에서 공식적으로 공개되었으며, 이란 최고 지도자 알리 하메네이가 참석했다. 세 가지 변형이 검은색으로 전시되었는데, 이것이 전파 흡수 물질인지 아니면 단순히 야간 작전을 위한 도색인지는 불분명하다.
러시아 소장 한 명은 러시아 통신사 스푸트니크와의 인터뷰에서 샤헤드 238이 게란-2의 새로운 버전이 될 것이며, 급강하 시 최고 속도 800 km/h (500 mph)로 이동할 수 있다고 주장했다. 그러나 이란은 톨루에-10 또는 톨루에-13 마이크로-터보제트 896 엔진으로 구동되며 최고 속도가 500 km/h (310 mph)에 불과하다고 주장한다. 새로운 엔진 때문에 HESA 샤헤드 136에 비해 연료 공간이 적어 비행 거리와 탑재량이 줄어들 것으로 예상된다.
세 가지 샤헤드 238 변형은 각각 다른 유도 시스템을 가지고 있었다. 하나는 샤헤드 136에 사용된 기본 GPS 및 글로나스 기반 관성 항법 시스템을 사용하여 고정 목표물을 타격하고, 열 추적을 위한 전기광학 및 적외선 카메라 센서(일부 보고서에 따르면 조작자가 비디오 피드를 사용하여 무기를 지시할 수 있다고 함) 마지막으로 레이더 탐지 시스템을 사용하여 방공 및 기타 레이더를 공격하여 적 방공망 제압에 사용할 수 있다.

### 운용 역사
2024년 1월 초, 러시아가 우크라이나 공격에 최소 한 대의 샤헤드 238을 발사했다는 증거가 나왔다. 파괴된 모델을 분석한 결과, 체코의 PBS TJ150 터보제트 엔진, 미국 제조업체인 인텔과 텍사스 인스트루먼트의 전자 칩, Tallysman Wireless의 위성 항법 안테나 등 여러 서방 부품이 발견되어, 이란이 국제 제재를 우회할 수단을 찾았음을 시사한다. 체코 엔진 제조업체는 이러한 주장을 부인하며, 2020년 유엔 전문가 패널에 의해 확인된 바와 같이 이란 드론에 사용된 엔진은 자사 제품이 아니라고 강조했다. 이 회사는 그러한 주장이 PBS의 신뢰성을 손상시키려는 의도적인 노력의 일부라고 강조했으며, PBS는 우크라이나 방어를 위해 적극적으로 엔진을 공급하고 있다.
또한 2025년 6월에는 우크라이나에서 일련번호가 있는 게란-3의 잔해가 발견되었다.

## 같이 보기
- 러시아의 우크라이나 침공에 대한 외국의 개입
  - 이란과 러시아의 우크라이나 침공

## 내용주
1. ↑  다음 출처를 기반:
  - Frantzman, Seth J. (2020년 6월 8일). “Inside Iran's massive drone army”. 《www.jpost.com》. The Jerusalem Post. 2023년 10월 26일에 확인함.
  - “Iran Officially Unveils Shahed-238”. 《www.mil.in.ua》. Militarnyi. 2023년 11월 20일. 2023년 11월 30일에 확인함.
  - Haynes, Deborah. “'Explosive' new attack drone developed by Iran for Russia's war in Ukraine”. 《Sky News》 (영어). 2024년 4월 20일에 확인함.
  - Roblin, Sebastien (2021년 9월 14일). “Your Guide to Iran's Diverse Fleet of Combat Drones”. 《The National Interest》 (영어). 2024년 4월 17일에 확인함. This was followed by actual Shahed 191 flying wing stealth drones, the piston-engine Saegheh-1, and jet-powered Saegheh-2.